# Heliophila elata
Heliophila elata är en korsblommig växtart som beskrevs av Otto Wilhelm Sonder. Heliophila elata ingår i släktet solvänner, och familjen korsblommiga växter.

## Underarter
Arten delas in i följande underarter:
- H. e. elata
- H. e. pillansii